# Pro Yakyū Nettō: Puzzle Stadium
Pro Yakyū Nettō: Puzzle Stadium (プロ野球熱闘ぱずるスタジアム) est un jeu vidéo de puzzle développé par Coconuts Japan Entertainment, sorti au Japon le 25 avril 1997 sur Super Nintendo et le 7 mai 1998 sur  PlayStation. Le jeu ressemble à Puyo Puyo dans un univers de baseball.

## Système de jeu
Comme Puyo Puyo, le joueur dispose de pièces composées de 2 gants s'il est lanceur ou 2 casques s'il est batteur. Les couleurs sont aléatoires, les pièces peuvent être tournées sur elles-mêmes et déplacées latéralement. Si 4 blocs (gants ou casques) ou plus sont assemblés, ils disparaissent. Le jeu respecte les lois de la pesanteur et les combos sont les mêmes que ceux de Puyo Puyo.
Ce jeu utilise également les règles du baseball où le but est de marquer le plus de point dans le jeu. Contrairement à Tetris et à Puyo Puyo, si les blocs débordent en haut de l'écran, tous les blocs disparaissent, en plus, sur Super Nintendo, le joueur adverse marque un point, sur Playstation, le joueur doit attendre 5 secondes avant de pouvoir recommencer.
Si un joueur fait des combos, l'adversaire reçoit des balles de baseball de couleurs aléatoires. Elles disparaissent seulement lorsque quatre blocs de même couleur sont assemblés à côté d'elles (ensemble ou séparé).

## Hud
- Sur Super Nintendo, le score est affiché au milieu. Sur Playstation, le score est affiché en haut de l'écran.
- En bas du score, il y a les strikes (2 ronds jaunes), les balls (3 ronds verts) et les outs (2 ronds rouges)
- En bas de l'écran, il y a les quatre bases avec un point sur chaque base. Si un point clignote, c'est que la base est prise.

## Combos

### Batteur
- Disparitions de blocs sans combos : le joueur adverse fait un Ball, un rond vert s'affiche, au bout de 4 Balls, une base est prise.
- un combos : le(s) joueur(s) sur le terrain avance(nt) d'une base
- deux combos : le(s) joueur(s) sur le terrain  avance(nt) de deux bases
- trois combos : le(s) joueur(s) sur le terrain  avance(nt) de trois bases
- quatre combos ou plus : le joueur fait un home run

### Lanceur
- Disparition de bloc sans combos : le joueur  fait un strike, un rond jaune s'affiche. Au bout de 3 strike, le joueur fait un out et un rond Rouge s'affiche, au bout de 3 out, c'est change
- un combos : Le joueur fait un out
- deux combos : Le joueur fait deux out
- trois combos ou plus : Le joueur fait change

La partie se termine à la dernière manche si un joueur se rattrape avec un point de plus que son adversaire ou si l'autre joueur fait 3 out.

## Équipes jouables
Les personnages jouables sont les mascottes des équipes du championnat du Japon de baseball.
| - Tokyo Giants - Yakult Swallows - Chunichi Dragons - Yokohama BayStars - Hiroshima Carp - Hanshin Tigers | - Orix BlueWave - Osaka Kintetsu Buffaloes - Nippon Ham Fighters - Chiba Lotte Marines - Seibu Lions - Fukuoka Daiei Hawks |